# Philodromus bosmansi
Philodromus bosmansi är en spindelart som beskrevs av Muster och Thaler 2004. Philodromus bosmansi ingår i släktet Philodromus och familjen snabblöparspindlar.
Artens utbredningsområde är Algeriet. Inga underarter finns listade i Catalogue of Life.